# Saint-Cirq-Souillaguet
Saint-Cirq-Souillaguet é uma comuna francesa na região administrativa de Occitânia, no departamento de Lot. Estende-se por uma área de 8,54 km². Em 2010 a comuna tinha 162 habitantes (densidade: 19 hab./km²).